# قانلی‌کول
قانلی‌کول (به ازبکی: Qonlikoʻl، قانلی‌کۉل)(به قره‌قالپاقی: Qanlıkól، قانلىُ‌كول) یک شهرک در ازبکستان است که در شهرستان قانلی‌کول واقع شده‌است. قانلی‌کول ۱۰٬۳۰۳ نفر جمعیت دارد.